# Kyoto Shimbun
 (mars 2023).
Kyoto Shimbun (京都新聞, Kyōto Shinbun) est un quotidien publié à Kyoto, au Japon, et la société qui publie ce journal s'appelle également The Kyoto Shimbun (株式会社京都新聞社, Kabushiki-gaisha Kyōto Shinbunsha). Kyoto Shimbun a deux sièges sociaux à Kyoto et Ōtsu, et trois succursales à Kumiyama, Tokyo et Osaka.

## Lecture complémentaire
- (en) William De Lange, A History of Japanese Journalism: State of Affairs and Affairs of State, Toyo Press, 2023 (ISBN 978-94-92722-393)